# 方克勤
方克勤（？—1376年），字去矜，浙江寧海人，方孝孺之父。
據《明史》記載，方克勤自幼聰明好學、機警敏捷，雙眼炯炯有神，每天讀書量超過一寸厚，被鄉人稱呼為「小韓子」（小韓愈）。長大後拜大儒宋濂為師，為同輩人所推崇，即使身為長輩的胡翰、蘇伯衡均自稱不如。方克勤亦常把闡明王道、追求天下太平為己任。一次方克勤臥病在床，家裡斷糧後家人相告，方克勤反笑道：「古人所說『三旬九食』，貧窮是常有的事。」後因空印案受牽連被誅殺，方孝孺為此扶喪歸葬、哀動行路。直到服喪結束後，再跟從宋濂完成學業。生有三子，長子方孝聞早死，次子方孝孺、三子方孝友在明成祖篡位時被殺。有弟方克家，生子方孝復。